# Bluffton (Indiana)
Bluffton is een plaats (city) in de Amerikaanse staat Indiana, en valt bestuurlijk gezien onder Wells County.

## Demografie
Bij de volkstelling in 2000 werd het aantal inwoners vastgesteld op 9536.
In 2006 is het aantal inwoners door het United States Census Bureau geschat op 9463, een daling van 73 (-0,8%).

## Geografie
Volgens het United States Census Bureau beslaat de plaats een oppervlakte van
17,1 km², geheel bestaande uit land. Bluffton ligt op ongeveer 259 m boven zeeniveau.

## Plaatsen in de nabije omgeving
De onderstaande figuur toont nabijgelegen plaatsen in een straal van 20 km rond Bluffton.